# Közép-ázsiai labdarúgó-szövetség
A Közép-ázsiai labdarúgó-szövetség (angolul: Central Asian Football Association, röviden: CAFA) 2015. január 9-én alakult. A regionális szövetségnek jelenleg 6 teljes jogú tagállama van.
A CAFA célkitűzése a folyamatos átalakulás előtérbe helyezésével fejleszteni a Közép-ázsiai labdarúgást az egységesség és a szolidaritás megerősítésének jegyében, és a labdarúgáson keresztül közreműködni a béke megteremtésében.

## Tagállamok
- Afganisztán
- Irán
- Kirgizisztán
- Tádzsikisztán
- Türkmenisztán
- Üzbegisztán